# Сукман (одежда)

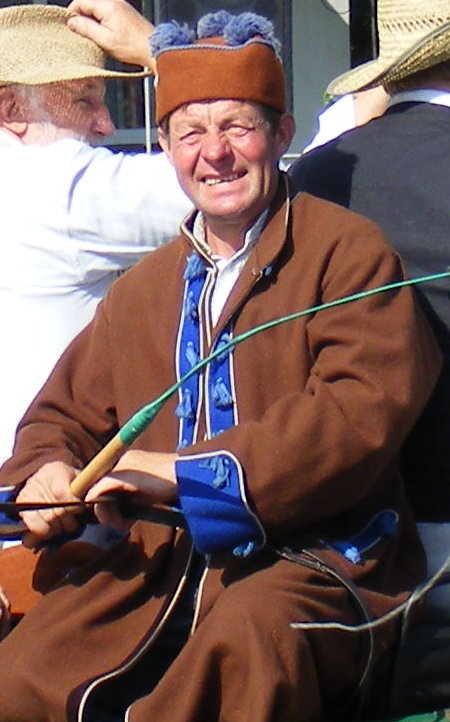
Мужской костюм Билгорайского повета. Польша

Сукман (сукманец, сукня) — славянская верхняя мужская и женская одежда для весны и осени из домотканого сукманного сукна. Покрой сукмана аналогичен покрою кафтана и чекменя. Мужские шили обычно прямыми, женские — с отрезной талией и сборами.
В Польше сукман распространился с середины XIX века, в качестве крестьянского костюма из фабричной ткани. Обычно его шили из белого или коричневого сукна.
В Саратовской губернии сукманом называли сарафан из шерстяной ткани, окрашенной синей краской. Также сукманом называют шерстяной сарафан в Болгарии и на Дону. Сукман донских казачек обладает короткими узкими рукавами, коротким прямым разрезом на медных пуговицах, обшитым по краям широкой шёлковой лентой (такой же, красной или синей украшался подол; ниже, по самому его краю также красной тесьмой), его подпоясывали широким шерстяным кушаком чаще всего красного или синего цвета.
Болгарский сукман представляет собой глухой сарафан (тем не менее, с глубоким вырезом) из шерстяной материи, красившийся в тёмные ткани, например, чёрный и синий. Он обладает туникообразным покроем, подол расширен клиньями, а полы украшены вышивкой, аппликацией и гайтаном. Как и русский сарафан, болгарский сукман носили с длинной рубахой и ярким передником, подпоясываясь тканым шерстяным поясом. Сукманный комплекс одежды является самым распространённым в болгарском традиционном женском костюме, его носили от Балкан на севере до Родоп и Странджи на юге.